# Heinrich Hauberrisser

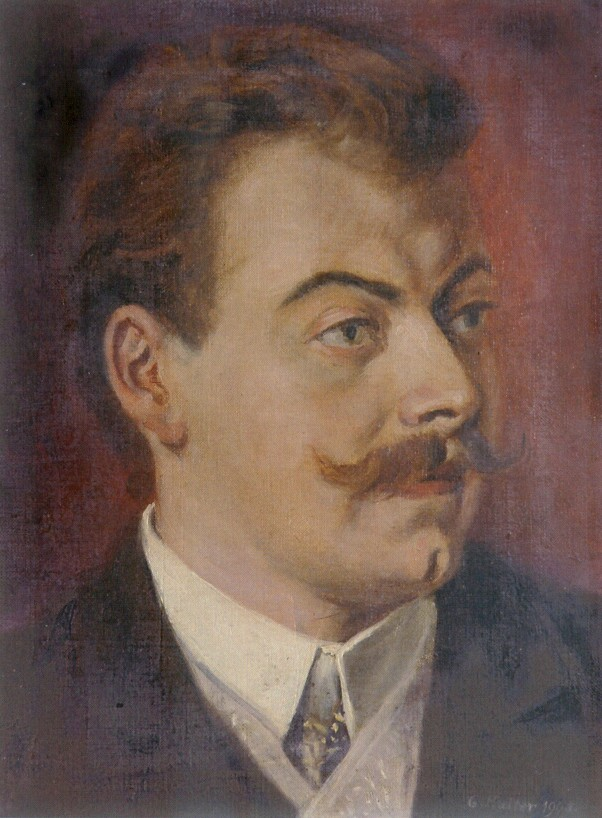
Heinrich Hauberrisser, 1908

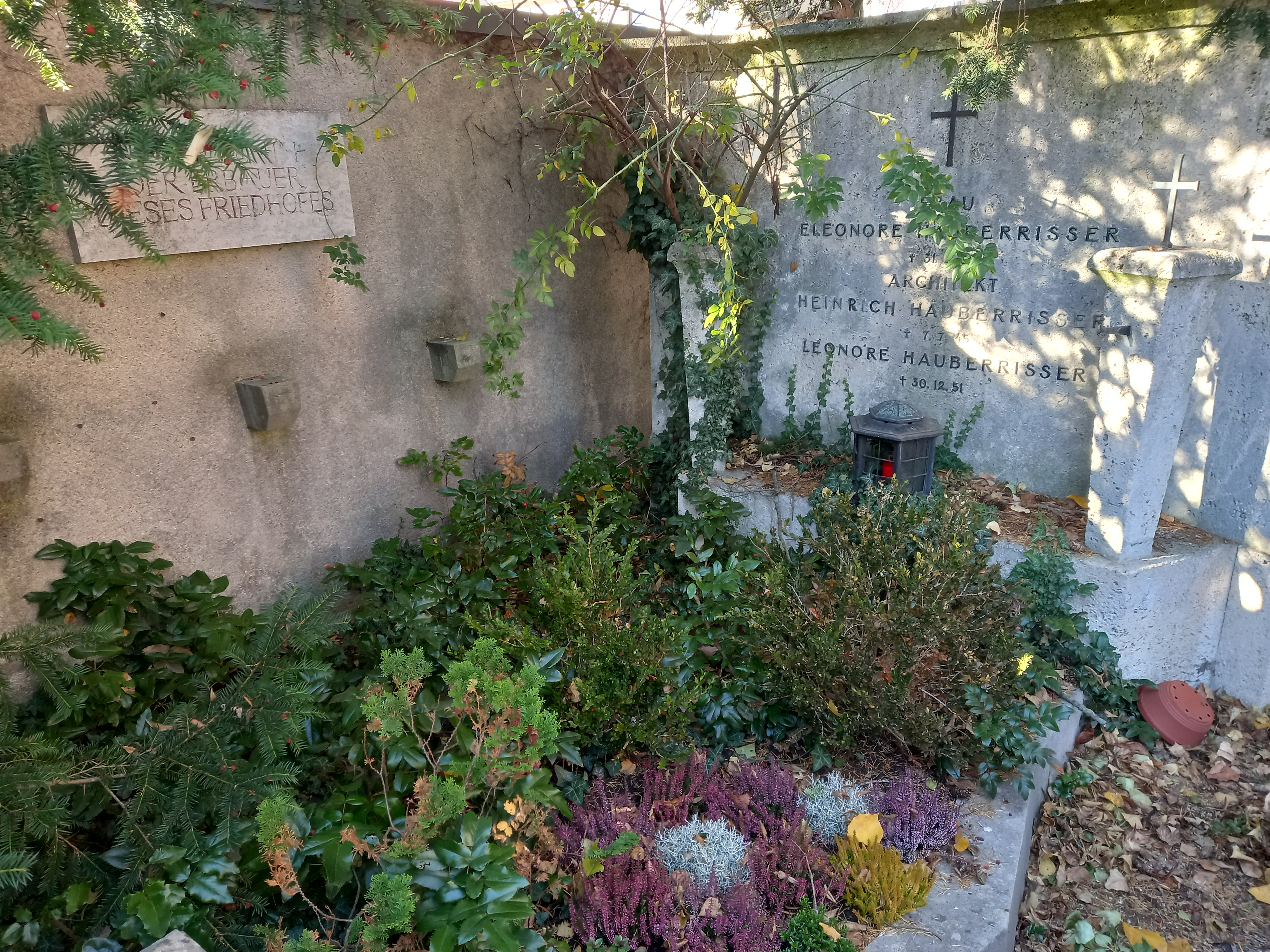
Das Grab von Heinrich Hauberrisser und seiner Ehefrau Eleonore im Familiengrab auf dem Oberen Katholischen Friedhof in Regensburg

Heinrich Hauberrisser (* 27. Juni 1872 in München; † 7. Juli 1945 in Regensburg) war ein deutscher Architekt.

## Leben
Heinrich Hauberrisser wurde am 27. Juni 1872 in München als drittes Kind des renommierten Architekten Georg von Hauberrisser und dessen Frau Maria, geb. Wessely geboren. Er wurde in seiner Jugend stark von dem architektonischen Schaffen seines Vaters beeinflusst. 1890 nahm er eine Ausbildung an der Baugewerkschule München auf, die er mit der „Befähigung zur selbstständigen Ausübung des Baugewerbes“ abschloss. Bis 1900 setzte er seine Ausbildung im väterlichen Baubüro fort, geprägt von der neugotischen Architektur seines Vaters. 1900 beteiligte er sich in Regensburg an dem dort 1897 gegründeten Architekturbüro seines ehemaligen Mitschülers Joseph Koch. Im April 1904 kam es zu einem Zerwürfnis der beiden Partner und fortan traten sie als konkurrierende Bewerber um Bauprojekte auf. Am 1. Juli 1904 eröffnete Hauberrisser sein eigenes Architekturbüro in Regensburg im Haus Krebsgasse 2, dessen Eigentümer er von 1904 bis 1920 war. 1905 erhielt er das Heimatrecht für Regensburg. Als Würdigung für seine Verdienste im Kirchenbau wurde ihm 1913 das Ritterkreuz des päpstlichen Ordens vom Hl. Grabe verliehen. Der Erste Weltkrieg bedeutete für ihn einen gravierenden Einschnitt in sein Leben und Werk. Erst 1920 konnte er mit dem Bau des Klosters St. Fidelis seine Architektentätigkeit wieder aufnehmen.

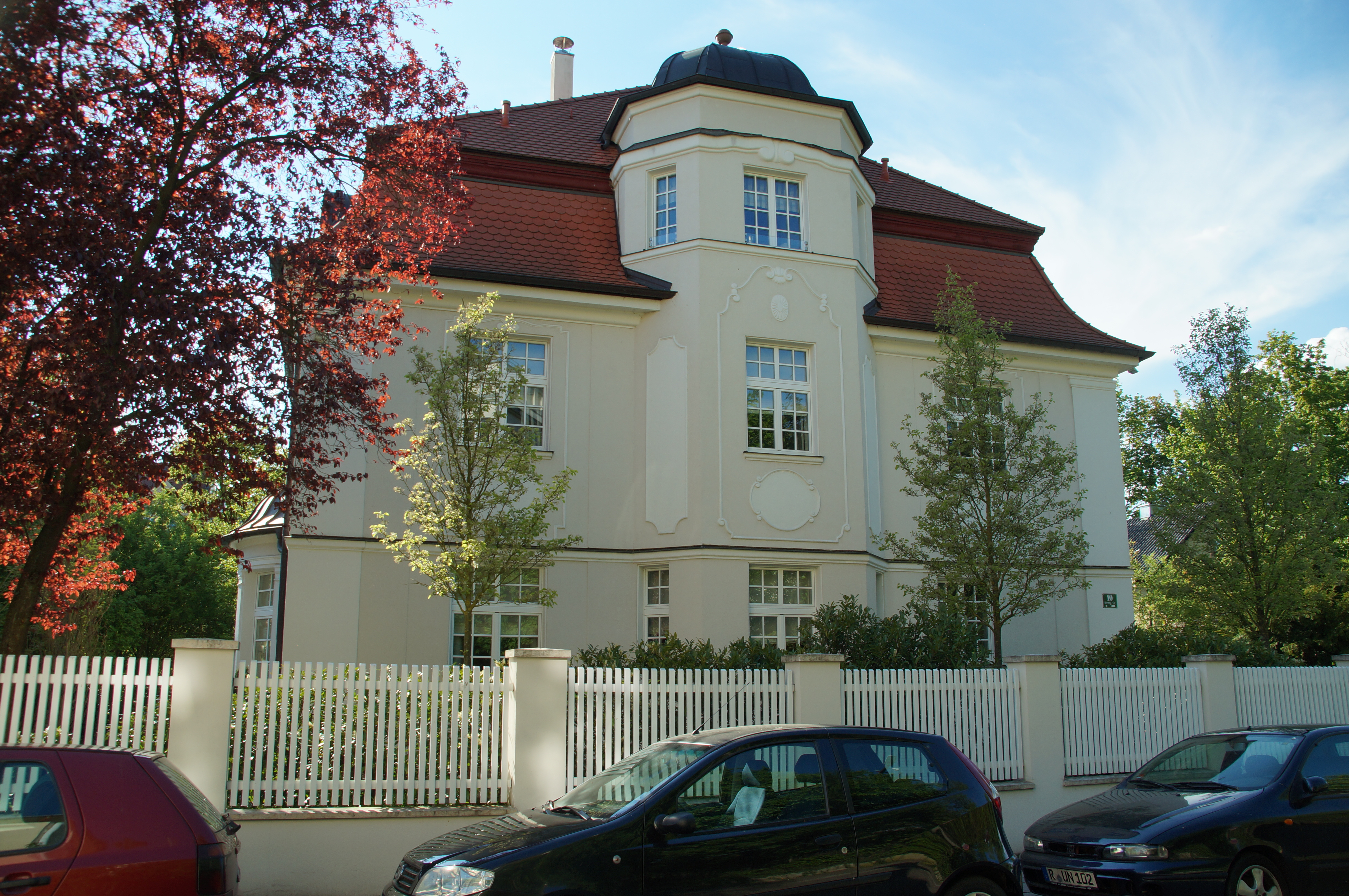
Württembergstraße 10 Regensburg

Auch sein Wohnhaus, das er zusammen mit seiner Frau Eleonore († 1930) und seiner Tochter, der Schauspielerin Eleonore Hauberrisser, in den Jahren 1930–1940 bewohnte, konnte er erst 1920 fertigstellen. 1928 erkrankte Heinrich Hauberrisser schwer. Verglichen mit der Zeit vor 1914 wurden Aufträge an ihn seltener. Hauberrissers Wohnhaus in der Württembergstraße wurde nach dem Krieg von amerikanischen Soldaten der Besatzungsmacht beschlagnahmt. Es gingen daher sowohl zahlreiche der penibel geführten Aufzeichnungen, wie auch viele Erbstücke seines Vaters, die er in seiner Villa bewahrte, unwiederbringlich verloren. Heinrich Hauberrisser starb am 7. Juli 1945 an einem Herzschlag und wurde in einem Ehrengrab in der Nord-West-Ecke des Oberen Katholischen Friedhofs in Regensburg beigesetzt.
Seine Tochter, Eleonore (oder Leonore) Hauberrisser war vor dem Zweiten Weltkrieg Mitglied im Schauspielerensemble des Stadttheaters Regensburg, bevor sie freischaffend tätig wurde. Sie trat in der Nachkriegszeit als Autorin religiös orientierter Schauspielstücke und als Regisseurin bei katholischen Laienspielgruppierungen wiederholt in Erscheinung. Sie starb am 30. Dezember 1951 durch Suizid und wurde am 2. Januar 1952 im Familiengrab beigesetzt.

## Werk
Sein Arbeitsfeld findet sich vorwiegend in Regensburg und der Oberpfalz. Er schuf zahlreiche Sakralbauten im Stil der Neogotik sowie in Neubarock- und Jugendstilformen. Seinen letzten Kirchenbau schuf er in neusachlicher Formensprache. Waren seine ersten Werke noch weitgehend stilrein, lassen sich bald künstlerische Freiheiten erkennen. Hauberrisser sah darin seine eigene kreative Leistung und setzte sich als „Historist der zweiten Generation“ von den strengen Stilimitatoren ab. Trotz der formalen Auseinandersetzung mit historischen Baustilen fand moderne Bautechnik mit neuen technischen Möglichkeiten bei Hauberrisser uneingeschränkt Anwendung. Als Beispiele kann man Stampfbetonsockel, Dachstuhlkonstruktionen aus Eisen, Metallarmierungen und die um die Jahrhundertwende beliebte Rabitztechnik nennen. Damit konnte er das damalige Ideal des Kirchenbaus erfüllen, ein sehr weiträumiges Kirchenschiff zu erbauen. Besonderes Augenmerk legte es stets auf die Formgebung der Fenster, Altäre und der Turmhelme.

### Bauten (Auswahl)
- 1901–1902: Klostergebäude in Pleystein (in Zusammenarbeit mit Joseph Koch)
- 1901–1904: Katholische Pfarrkirche St. Sigismund in Pleystein (in Zusammenarbeit mit Joseph Koch)
- 1902: Doppelwohnhaus Stobäusplatz 3 in Regensburg (in Zusammenarbeit mit Joseph Koch; mit reichem Jugendstildekor)
- 1903–1904: Katholische Pfarrkirche St. Laurentius in Ramspau (in Zusammenarbeit mit Joseph Koch)
- 1904–1905: Katholische Pfarrkirche St. Nikolaus in Altenthann
- 1904–1905: Katholische Pfarrkirche St. Nikolaus in Mindelstetten
- 1905: Katholische Pfarrkirche St. Nikolaus in (Abensberg-)Pullach
- 1905: Katholische Pfarrkirche St. Margaretha in (Mengkofen-)Hofdorf
- 1905: Friedhofskapelle und Aussegnungshalle am Oberen Katholischen Friedhof in Regensburg
- 1906–1908: Katholische Stadtpfarrkirche St. Josef in Regensburg-Reinhausen, Donaustaufer Straße 29a
- 1908–1909: Katholische Pfarrkirche St. Anton in Hausham
- 1909–1911: Evangelische Heilig-Kreuz-Kirche in Röthenbach an der Pegnitz
- 1909–1911: Katholische Pfarrkirche St. Margaret in (Landshut-)Achdorf
- 1909: Restaurationsgebäude auf der Oberpfälzer Kreisausstellung in Regensburg.[6]
- 1910: Wohn- und Geschäftshaus Residenzstraße 2 in Regensburg (mit reichem Jugendstildekor)
- 1910: Katholische Pfarrkirche Sankt Vitus in Schnaittenbach
- 1910–1912: Katholische Pfarrkirche St. Mariä Himmelfahrt in (Pentling-)Hohengebraching
- 1911: Katholische Pfarrkirche St. Erhard in Roggenstein
- 1911–1913: Umgestaltung und Erweiterung der Pfarrkirche St. Laurentius in Wolnzach
- 1911–1913: Turm und Erweiterung der katholischen Pfarrkirche St. Johannes Baptist in Altmühlmünster (Riedenburg)
- 1912: Katholische Pfarrkirche St. Ursula in Ursulapoppenricht/Hahnbach
- 1913–1914: Katholische Pfarrkirche Beata Maria Virgo in Walting (Gemeinde Weiding)
- 1914: Katholische Benefiziumskirche Pauli Bekehrung in Hailing
- 1915: Eigenes Wohnhaus in Regensburg, Württembergstraße 10 (vormals Württembergstraße 4), Ausführung 1920
- 1920–1921: Kloster St. Fidelis in Regensburg
- 1920–1924: Katholische Stadtpfarrkirche St. Andreas in Parsberg
- 1926: Hauskapelle Herz-Jesu des Instituts der Englischen Fräulein in Regensburg, Helenenstraße 4
- 1927–1929: Katholische Stadtpfarrkirche Maria Immaculata in Vohenstrauß
- 1938: Erweiterung der katholischen Pfarrkirche St. Andreas in Herrnwahlthann
- 1938–1939: Katholische Pfarrkirche Hl. Kreuz in (Kelheim-)Affecking

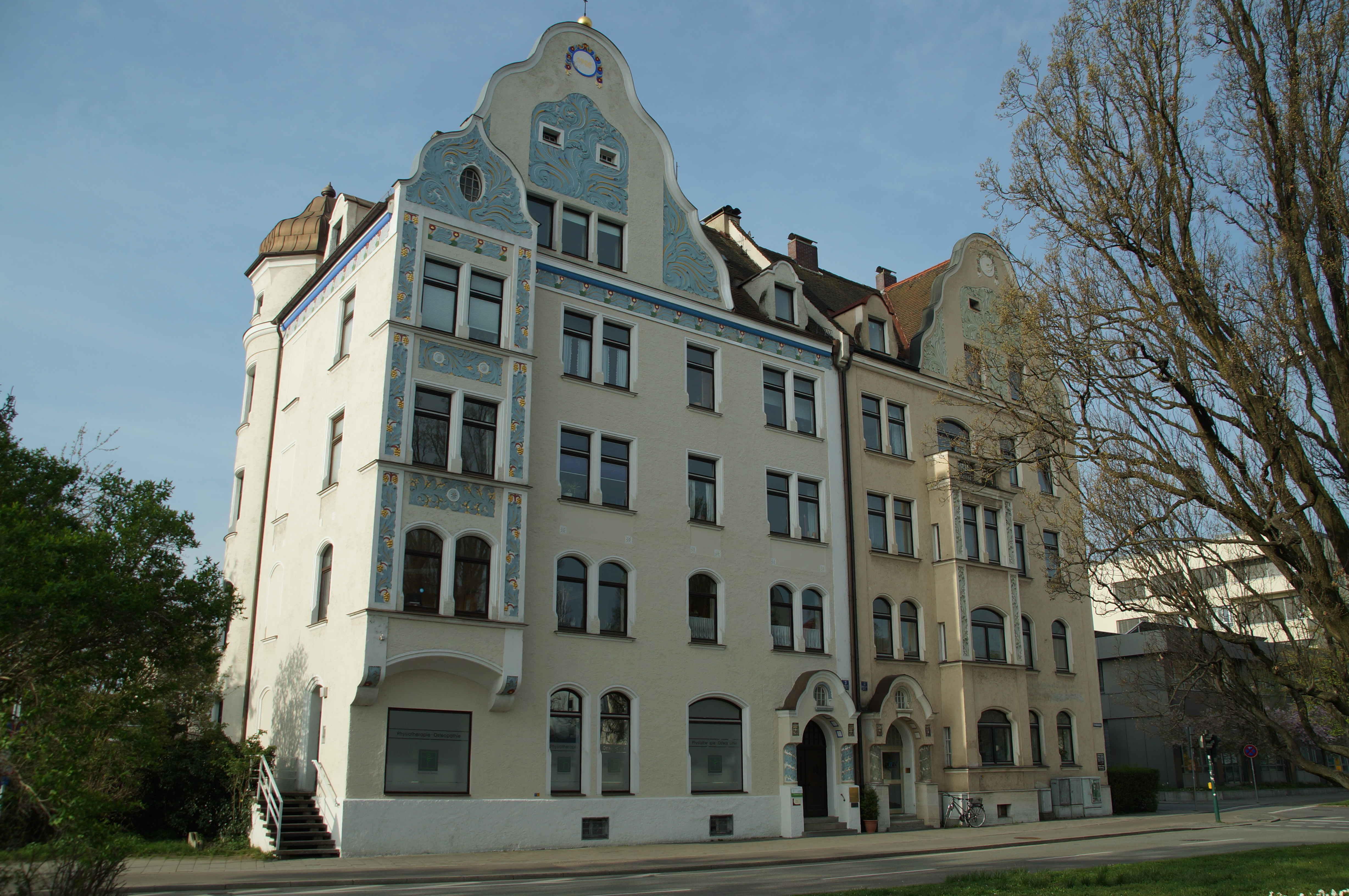
Stobäusplatz 3–4, Regensburg
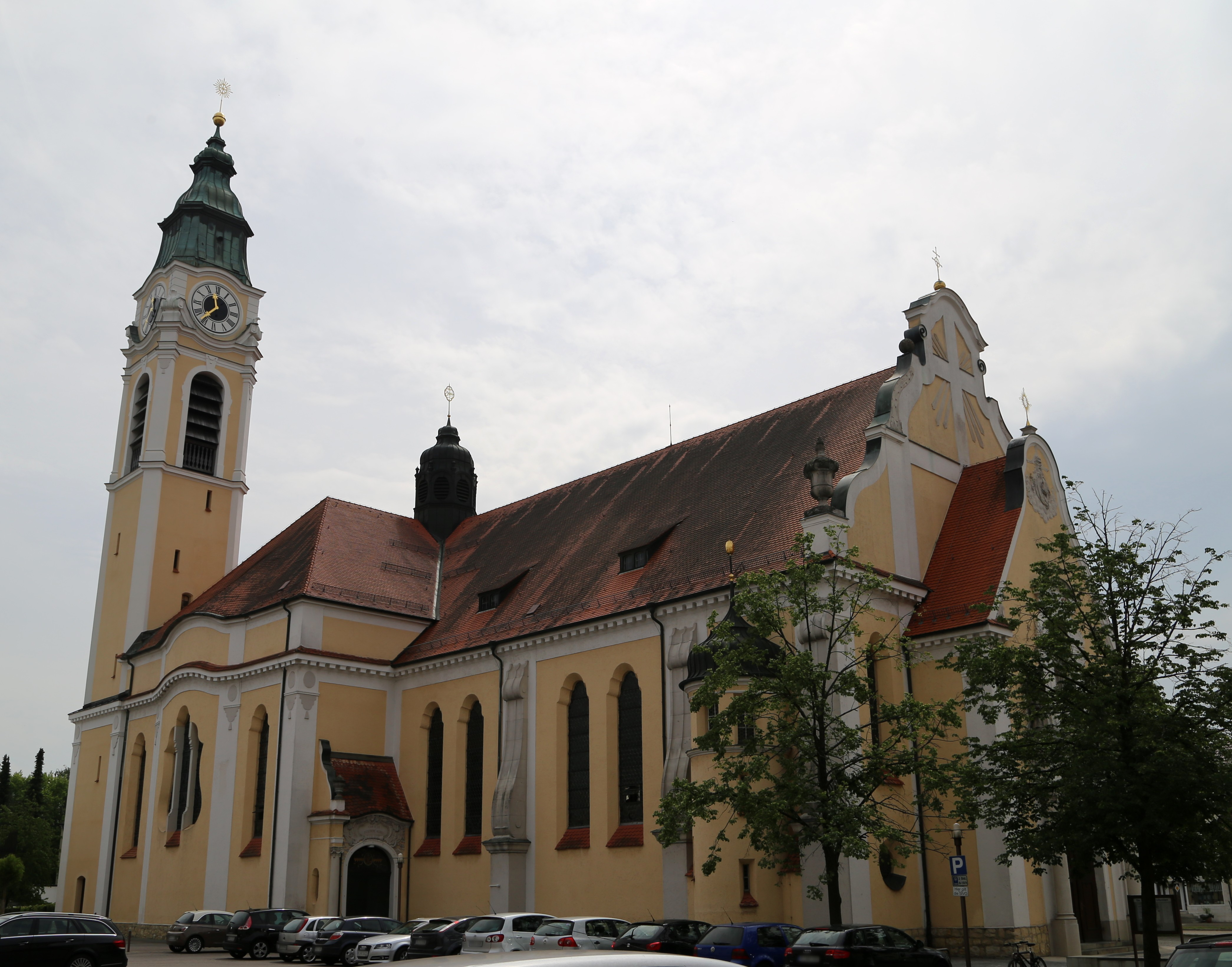
St. Josef, Regensburg-Reinhausen
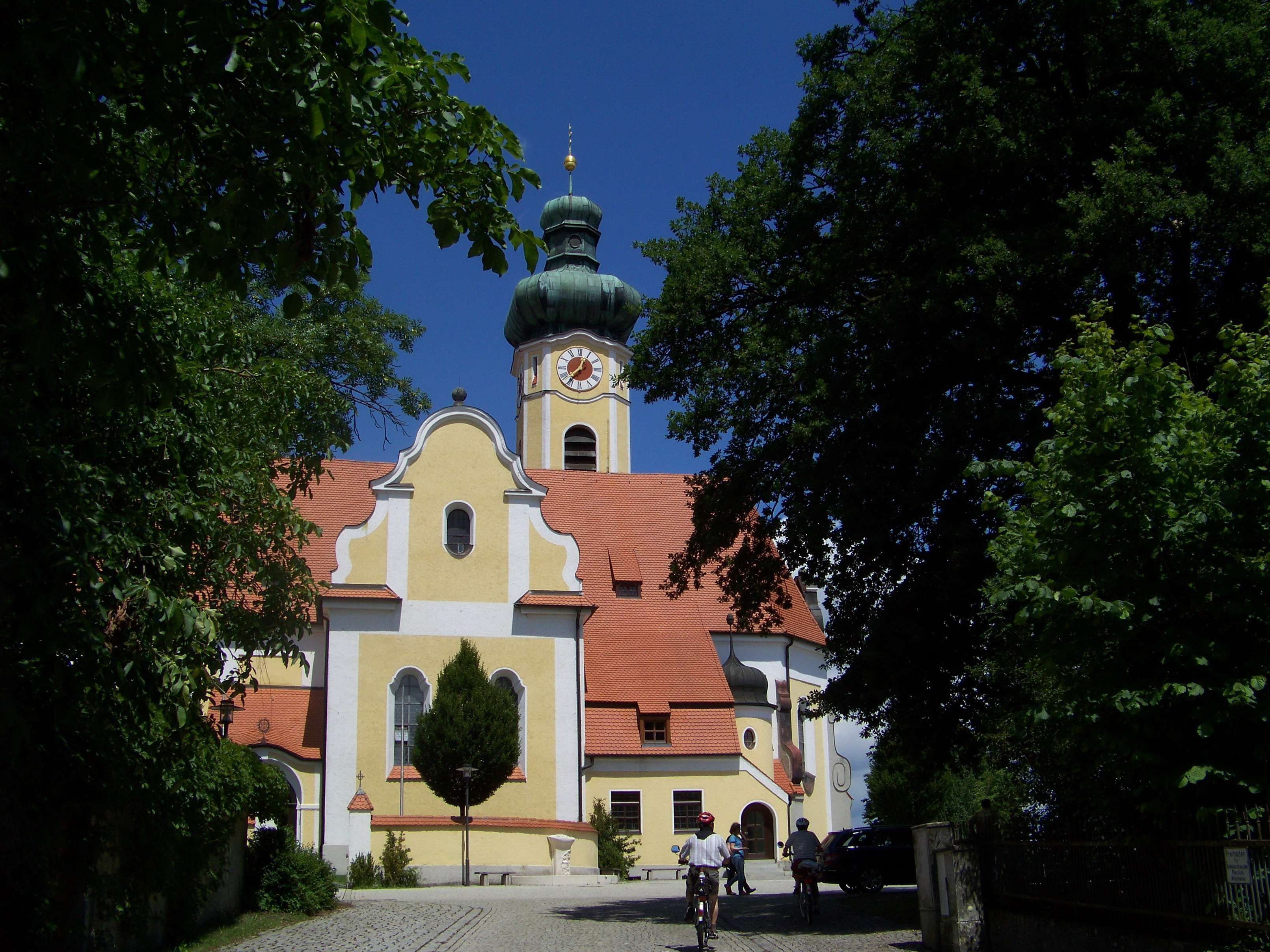
Mariä Himmelfahrt, Hohengebraching
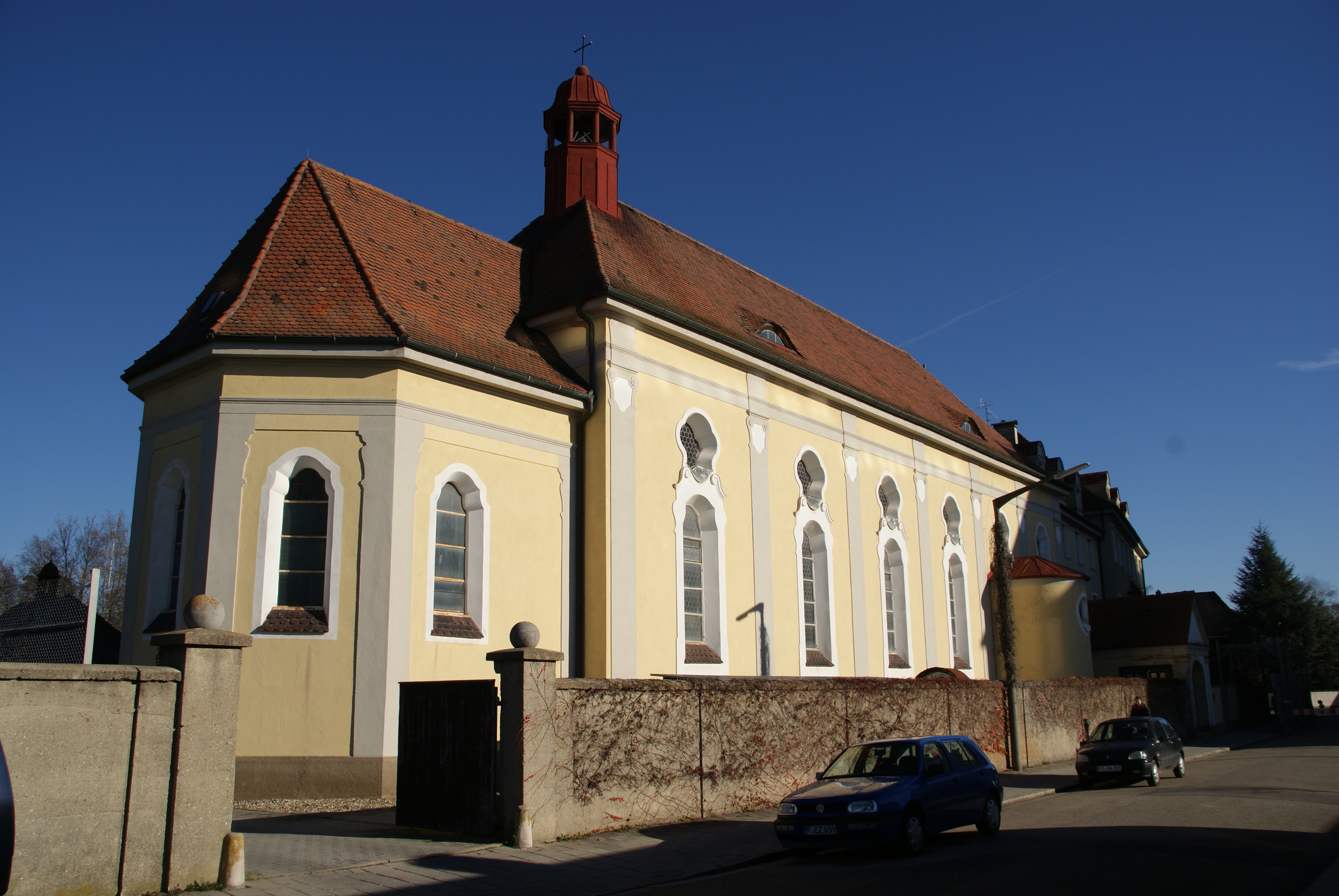
St. Fidelis, Regensburg
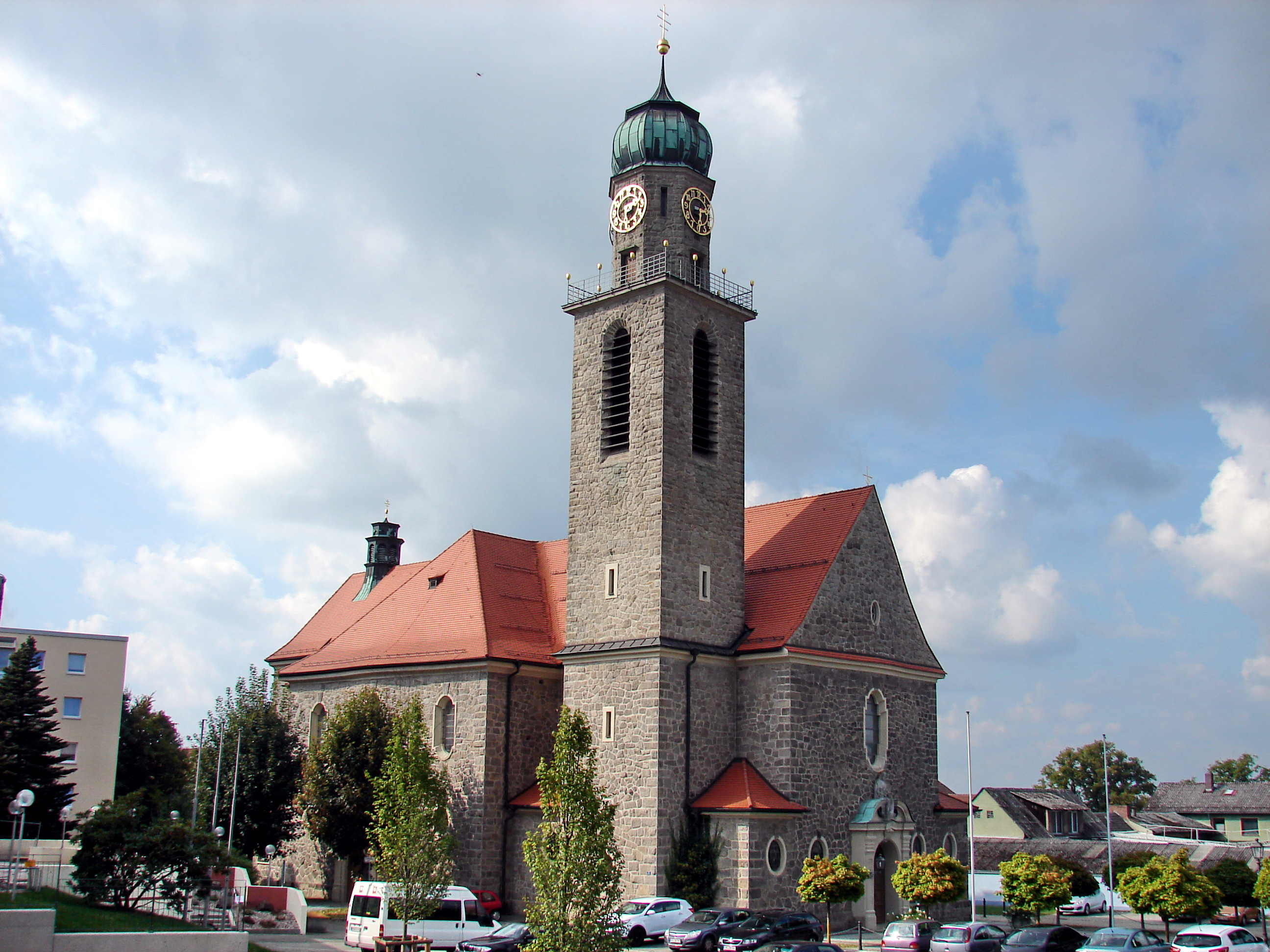
Mariä Unbefleckte Empfängnis, Vohenstrauß
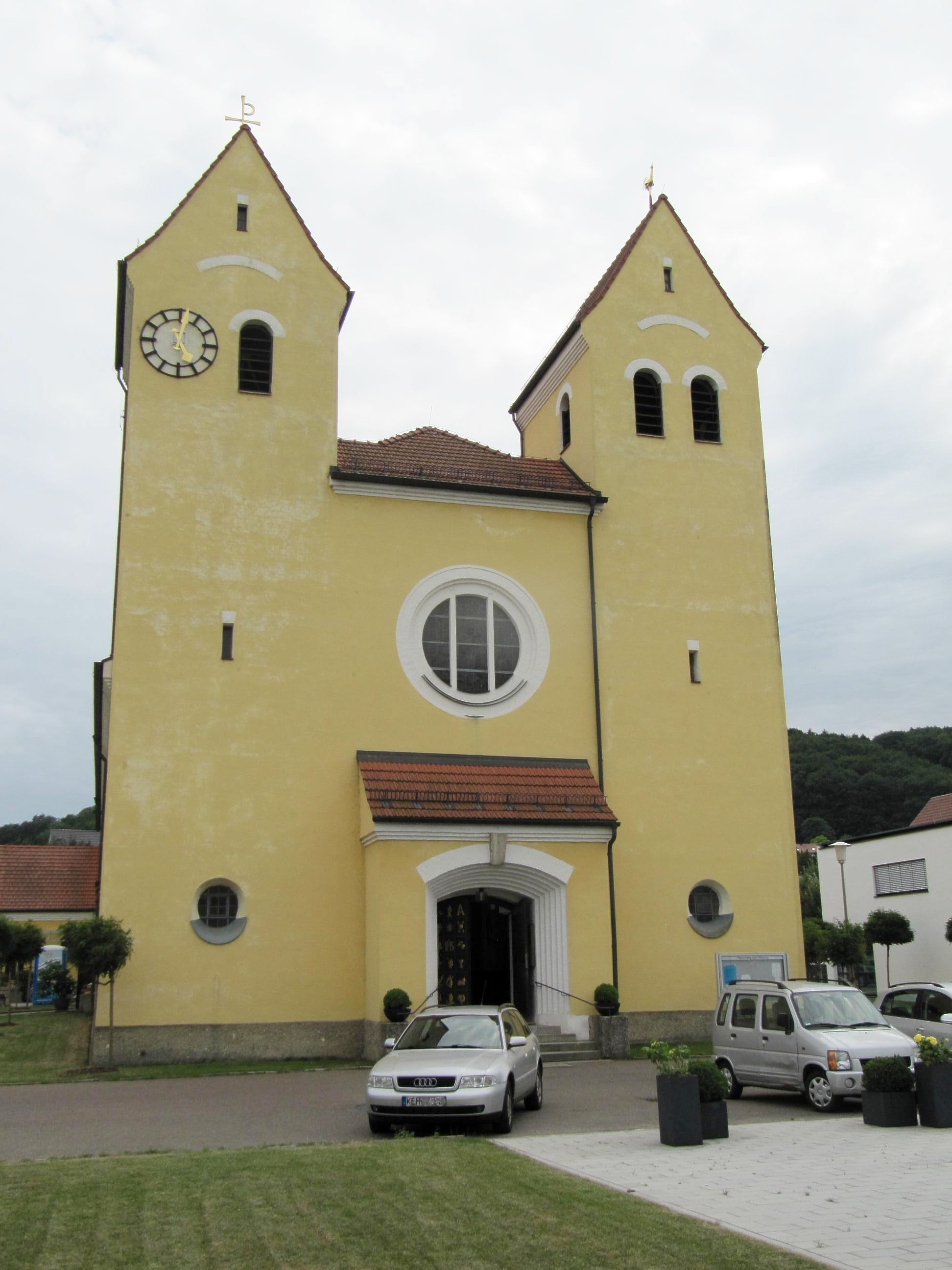
Hl. Kreuz, Kelheim-Affecking
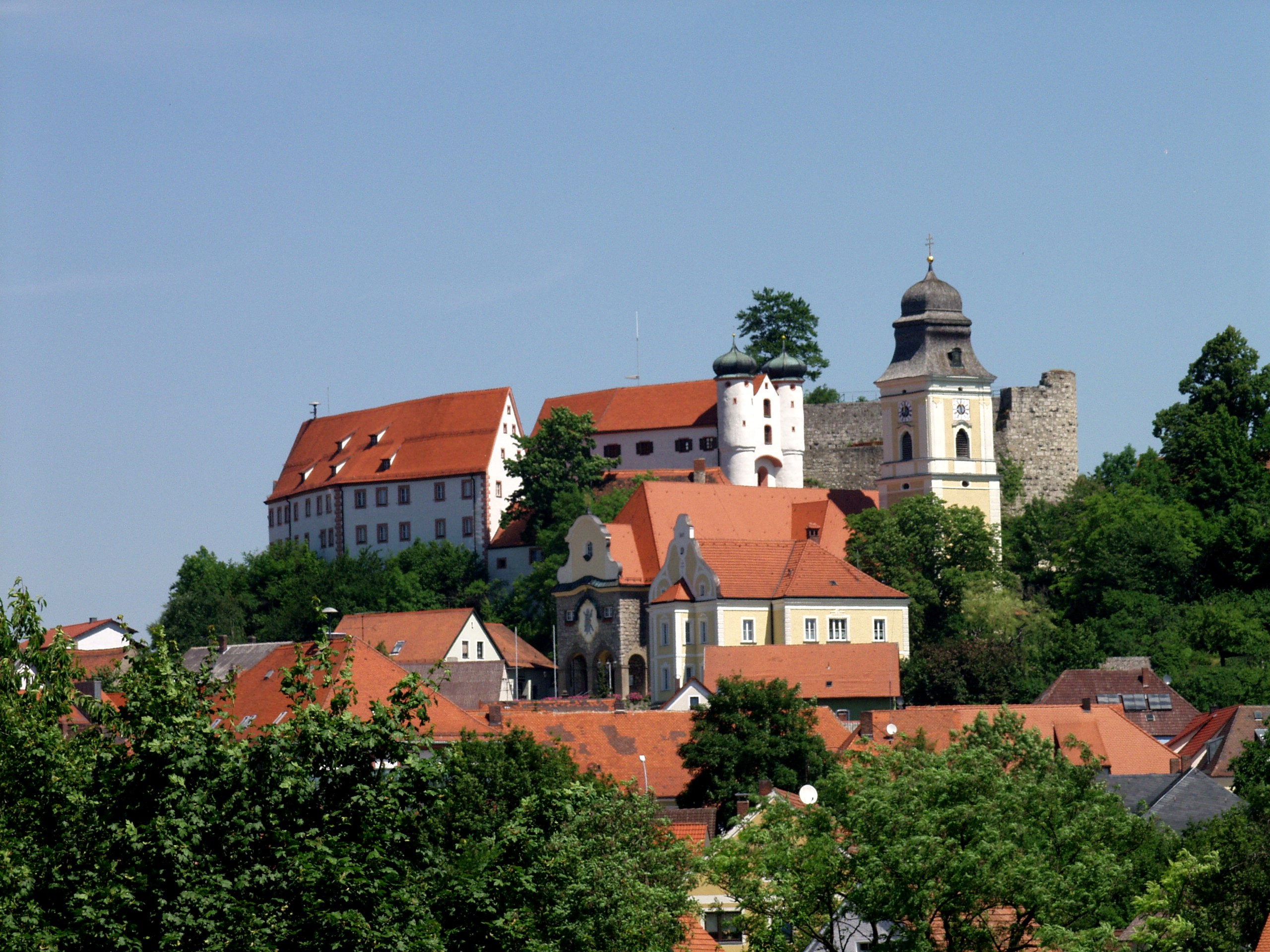
Parsberg mit Kirche